# Basidoppia psyla
Basidoppia psyla är en kvalsterart som beskrevs av Sandór Mahunka 1983. Basidoppia psyla ingår i släktet Basidoppia och familjen Oppiidae. Inga underarter finns listade.